# Chélieu
Chélieu ist eine französische Gemeinde mit 739 Einwohnern (Stand: 1. Januar 2022) im Département Isère in der Region Auvergne-Rhône-Alpes; sie gehört zum Arrondissement La Tour-du-Pin und zum Kanton Le Grand-Lemps. Die Einwohner werden Billantins genannt.

## Geografie
Die Gemeinde Chélieu liegt 33 Kilometer westsüdwestlich von Chambéry und etwa 40 Kilometer nordnordwestlich von Grenoble. Die Bourbre begrenzt die Gemeinde im Osten und Südosten. Umgeben wird Chélieu von den Nachbargemeinden Montagnieu im Nordwesten und Norden, Le Passage im Nordosten, Chassignieu im Osten, Valencogne im Südosten, Val-de-Virieu im Süden und Südwesten sowie Doissin im Südwesten und Westen.

## Bevölkerungsentwicklung
| Jahr                       | 1962 | 1968 | 1975 | 1982 | 1990 | 1999 | 2010 | 2021 |
| -------------------------- | ---- | ---- | ---- | ---- | ---- | ---- | ---- | ---- |
| Einwohner                  | 407  | 378  | 323  | 368  | 415  | 522  | 661  | 741  |
| Quellen: Cassini und INSEE |      |      |      |      |      |      |      |      |

## Sehenswürdigkeiten
- Kirche Saint-Martin im Ortsteil Grivoulière

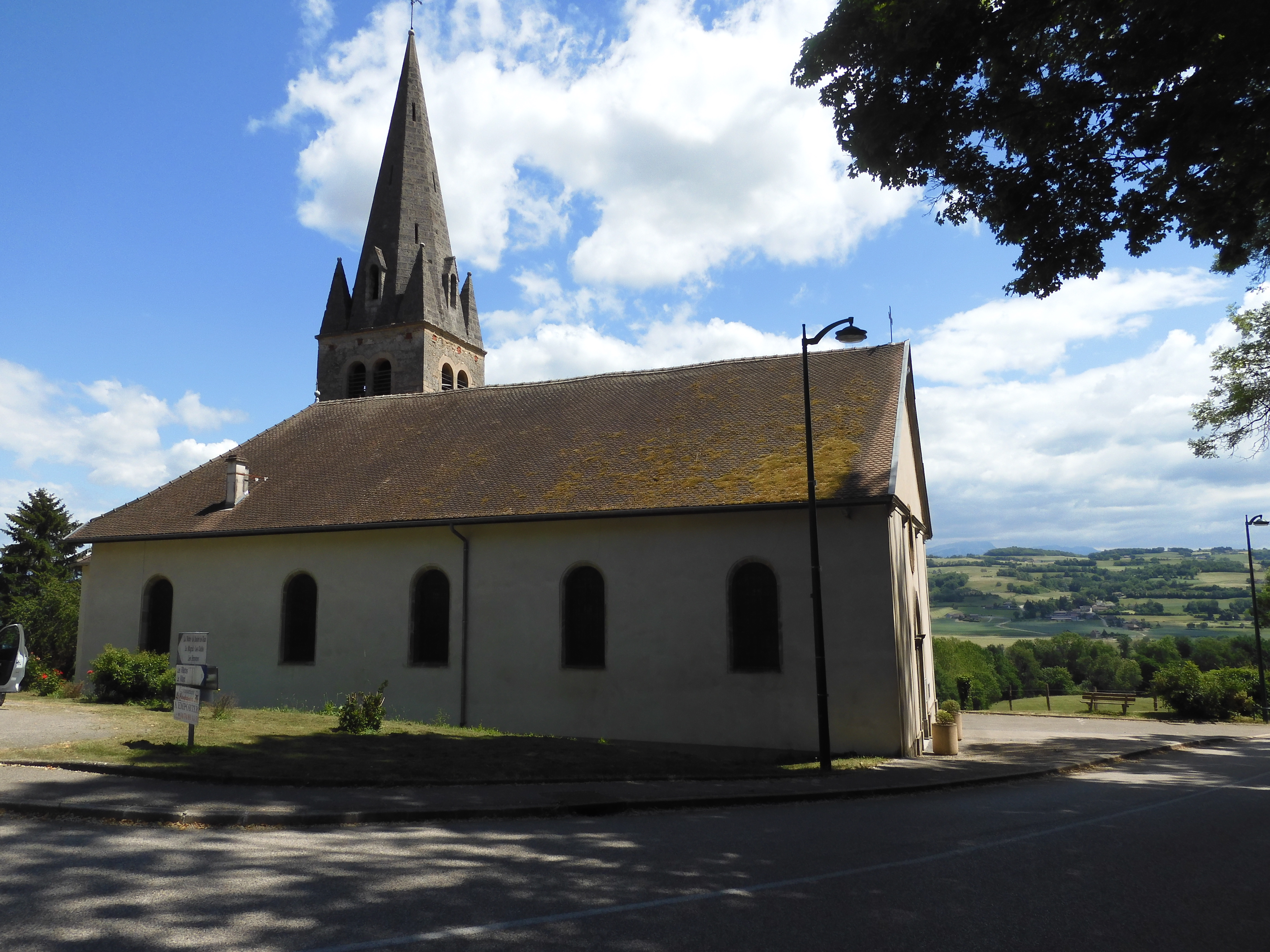
Kirche Saint-Martin